# Charles Johnson (basket-ball)
Pour les articles homonymes, voir Johnson et Charles Johnson.
Charles Johnson, né le 31 mars 1949 à Corpus Christi, au Texas, décédé le 1er juin 2007 à Oakland, en Californie, est un ancien joueur américain de basket-ball. Il évolue durant sa carrière au poste de meneur.

## Palmarès
- Champion NBA 1975, 1978